# Лагранжіан
Функція Лагранжа {\displaystyle {\mathcal {L}}[\varphi _{i}]} фізичної системи — функція узагальнених координат {\displaystyle \ \varphi _{i}(s)}, що використовується у фізиці для побудови через певний варіаційний принцип рівнянь руху, які описують еволюцію фізичної системи. Наприклад рівняння руху класичної механіки в цьому підході отримуються з принципу найменшої дії, що записується як
{\displaystyle {\frac {\delta {\mathcal {S}}}{\delta \varphi _{i}}}=0}
де дія {\displaystyle {\mathcal {S}}} — функціонал, який визначається через функцію Лагранжа як 
{\displaystyle {\mathcal {S}}[\varphi _{i}]=\int {{\mathcal {L}}[\varphi _{i}(s)]{}\,d^{n}s},}
а {\displaystyle \varphi _{i}} — узагальнені координати (наприклад, координати частинок або польові змінні),{\displaystyle \ s_{j}} означає множину параметрів системи, у випадку класичної механіки — незалежні просторові координати і час, а більш широко — також електричні або інші фізичні параметри. 
Функцію Лангранжа називають також лагранжіаном, однак такий вжиток має жаргонний відтінок, оскільки зазвичай суфікс -іан застосовується до квантових аналогів класичних функцій — наприклад, функція Гамільтона — гамільтоніан, функція Лагранжа — лагранжіан. Лагранжіаном також часто називають густину функції Лагранжа (див. нижче).   
Рівняння, отримані з прирівнювання до нуля функціональної похідної функціонала по всіх напрямках, ідентичні до звичайних рівнянь Ейлера-Лагранжа. Динамічні системи, рівняння для яких можуть бути отримані з принципу найменшої дії для зручно вибраної функції Лагранжа, відомі як динамічні системи Лагранжа.
Існує багато прикладів динамічних систем Лагранжа, починаючи з класичної версії Стандартної моделі в фізиці елементарних частинок і закінчуючи рівняннями Ньютона в класичній механіці. Також до цієї області відносяться чисто математичні проблеми, такі як задача знаходження геодезичних рівнянь і проблема Плато.
Поняття назване на честь Жозефа Луї Лагранжа.

## Приклад зкласичної механіки
Поняття функції Лагранжа початково було введене для переформулювання класичної механіки у вигляді, відомому як механіка Лагранжа. В цьому контексті функція Лагранжа зазвичай береться у вигляді різниці кінетичної і потенціальної енергії механічної системи.
Для матеріальної точки у тривимірному просторі функція Лагранжа може бути записана у вигляді
{\displaystyle {\mathcal {L}}={\frac {1}{2}}m{\dot {\vec {x}}}^{2}-V({\vec {x}}),}
де похідна по часу позначається крапкою над диференційованою величиною, {\displaystyle {\vec {x}}} — радіус-вектор частинки, m — її маса і V — потенціальна енергія. Тоді рівняння Ейлера-Лагранжа буде:
{\displaystyle m{\ddot {\vec {x}}}+\nabla V=0},
де {\displaystyle \nabla } — градієнт.
Цей підхід еквівалентний до рівнянь Ньютона. Сила виражається через потенціал як :{\displaystyle {\vec {F}}=-\nabla V(x)}.
Тоді рівняння 
{\displaystyle {\vec {F}}=m{\ddot {\vec {x}}}},
яке є аналогічним до рівняння Ньютона для тіла з постійною масою. Прості обчислення ведуть до виразу
{\displaystyle {\vec {F}}=d{\vec {p}}/dt},
що є записом другого закону Ньютона в узагальненій формі.
Для тривимірної системи зі сферичними координатами r, θ, φ з функцією Лагранжа
{\displaystyle {\frac {m}{2}}({\dot {r}}^{2}+r^{2}{\dot {\theta }}^{2}+r^{2}\sin ^{2}\theta {\dot {\varphi }}^{2})-V(r)}
можна отримати наступні рівняння Ейлера-Лагранжа:
{\displaystyle m{\ddot {r}}-mr({\dot {\theta }}^{2}+\sin ^{2}\theta {\dot {\varphi }}^{2})+V'=0,}
{\displaystyle {\frac {d}{dt}}(mr^{2}{\dot {\theta }})-mr^{2}\sin \theta \cos \theta {\dot {\varphi }}^{2}=0,}
{\displaystyle {\frac {d}{dt}}(mr^{2}\sin ^{2}\theta {\dot {\varphi }})=0.}

## Функція Лагранжа швидкої частинки
Для релятивістської частинки функція Лагранжа збігається зі швидкістю зростання довжини її світової лінії в просторі Мінковського або власного часу з точністю до сталого множника:
{\displaystyle {\mathcal {L}}=-mc^{2}d\tau /dt=-mc^{2}{\sqrt {1-v^{2}/c^{2}}},}
де v — звичайна тривимірна швидкість частинки, c — швидкість світла, m — маса частинки.
За допомогою цієї функції Лагранжа можна отримати рівняння класичної динаміки релятивістських частинок.

## Теорія поля
В теорії поля розрізняють функцію Лагранжа {\displaystyle {\mathcal {L}}}, через яку дія виражається як інтеграл тільки по часу
{\displaystyle S=\int {{\mathcal {L}}\,dt}}
і густину функції Лагранжа {\displaystyle \Lambda }, яку потрібно інтегрувати по всьому чотиривимірному простору-часу:
{\displaystyle S[\varphi _{i}]=\int {\Lambda [\varphi _{i}(x)]\,d^{4}x}}.
Тоді функція Лагранжа — це інтеграл по просторових змінних від густини функції Лагранжа.
І те, й інше часто називають лагранжіаном, останнім часом переважно саме густину функції Лагранжа  {\displaystyle \Lambda }.  Це корисно в релятивістських теоріях, оскільки густина функції Лагранжа визначена локально. 
Квантові теорії поля у фізиці елементарних частинок, такі як квантова електродинаміка, зазвичай описуються в термінах {\displaystyle \Lambda }. Ця форма зручна, оскільки легко переводиться в правила, що використовуються для оцінки діаграм Фейнмана.

## Електромагнітний лагранжіан[2]

### Електростатика
Електростатика (фізика статичних — тобто повільнозмінних) електричних полів, які можна (приблизно або точно) описати скалярним потенціалом і зарядженої речовини, що досить повільно рухається і, таким чином, підкоряється Ньютонівській механіці, може бути в цілому описана практично в рамках класичної механіки.
В класичній механіці лагранжіан це
{\displaystyle {\mathcal {L}}=T-V}
де T — кінетична енергія і V — потенціальна енергія.
Для зарядженої частинки масою m і зарядом q, що знаходиться в електричному (електростатичному) полі зі скалярним потенціалом φ, кінетична енергія задається виразом
{\displaystyle T_{s}={1 \over 2}m\mathbf {v} \cdot \mathbf {v} } — для однієї частинки (для багатьох береться сума).
Енергія взаємодії поля з зарядженою речовиною має вигляд
{\displaystyle V=q\phi \ } для одного точкового заряду (для багатьох сумується),
або
{\displaystyle V=\int \rho \phi \ dxdydz} — вигляд для неперервного розподілу заряду.
(І той і інший вигляд корисно виписати окремо, хоча, звичайно, вони зводяться один до одного, якщо використовувати дельта-функцію).
Енергія поля входить в член кінетичної енергії разом з кінетичною енергією частинок, записуючись як:
{\displaystyle T_{f}=\int {1 \over 2\varkappa }(\nabla \phi )^{2}dxdydz,}
де {\displaystyle \varkappa } — «силова константа», що входить в кінцевому варіанті в закон Кулона.
Таким чином, лагранжіан електростатики, що включає в себе і кінетичну енергію (повільного) руху заряджених частинок, має такий вигляд:
{\displaystyle {\mathcal {L}}=T_{f}-V+T_{s},}
(кожен його член виписаний нижче).
- Звичайно, цей лагранжіан може бути при необхідності доповнений іншими членами, що описують неелектричні сили, наприклад, енергією пружності і т.ін.

Проваріювавши дію з описаним в цьому параграфі лагранжіаном, легко отримати рівняння поля для електростатики (рівняння Пуассона):
{\displaystyle \nabla ^{2}\phi =-\varkappa \rho }
і рівняння руху частинки в електростатичному полі (що в цілому збігається з отриманим в прикладі для класичної частинки на початку статті):
{\displaystyle m{\dot {\mathbf {v} }}=-q\nabla \phi .}

### Електродинаміка

##### Тривимірне формулювання
У випадку електродинаміки доводиться користуватися вже не класичною потенціальною енергією, а узагальненою (залежною також від швидкостей) потенціальною енергією (енергією взаємодії):
{\displaystyle V=q\phi -{q \over c}\mathbf {v} \cdot \mathbf {A} }
або
{\displaystyle V=\int (\rho \phi -{1 \over c}\mathbf {j} \cdot \mathbf {A} )dxdydz}
де c — швидкість світла, v — швидкість частинки, j — вектор густини струму.
Енергія електромагнітного поля також повинна включати порівняно з випадком електростатики ще й енергію магнітного поля:
{\displaystyle T_{f}=\int {\frac {1}{2\varkappa }}(E^{2}-H^{2})dxdydz,}
де E і H слідує вважати вираженими через електричний потенціал ф і векторний потенціал А:
{\displaystyle \mathbf {E} =-\nabla \phi -{1 \over c}{\frac {\partial \mathbf {A} }{\partial t}},~~~~~~~\mathbf {H} =\mathbf {rot} \mathbf {A} }.

Тоді електромагнітний лагранжіан запишеться у вигляді
{\displaystyle L=T_{f}-q\phi +{q \over c}\mathbf {v} \cdot \mathbf {A} +T_{s}.}
або
{\displaystyle L=T_{f}+\int (-\rho \phi +{1 \over c}\mathbf {j} \ \cdot \mathbf {A} )dxdydz+T_{s}.}
Тут як лагранжіан речовини {\displaystyle T_{s}} можна використовувати наближений вираз для повільних частинок, як описано в параграфі про електростатику, а можна використовувати (так як для електродинаміки, необмеженої повільними рухами, це актуально) релятивістський лагранжіан для швидких частинок
{\displaystyle T_{s}=-mc^{2}d\tau /dt=-mc^{2}{\sqrt {1-v^{2}}}}.
Як і у випадку електростатики, при необхідності до цього лагранжіану можуть бути дописані додаткові члени, що описують неелектромагнітні сили, інші поля і т.д, що, загалом, виходить за рамки задачі опису електромагнітного лагранжіану. Строго кажучи, виписування кінетичної енергії речовини також виходить за ці рамки, однак ми його виписали, щоб опис зберігав цілісність.
При варіюванні дії з цим лагранжіаном по ф і по {\displaystyle A_{x},A_{y},A_{z}} (незалежно по кожному, використовуючи другу форму запису лагранжіану), виходять рівняння Максвела, а при варіюванні по координатах заряджених частинок — використовуючи першу форму запису — рівняння руху заряджених частинок в полі, що зводиться до:
{\displaystyle d\mathbf {p} /dt=\mathbf {F} _{L},},
де p — (тривимірний) імпульс частинки, {\displaystyle \mathbf {F} _{L}} — сила Лоренца (включаючи електричний член).
Однак простіше і швидше таке виведення виходить в чотиривимірному формулюванні (див. далі).

##### Чотиривимірне формулювання
В чотиривимірному формулюванні густина лагранжіану електромагнітного поля, його взаємодії з зарядженою речовиною і самої речовини виглядає так (використовуючи систему одиниць c=1):
{\displaystyle L={\frac {1}{4\varkappa }}F_{ik}F^{ik}+A_{i}j^{i}+L_{s}.}
Другий член (що описує взаємодію) можна переписати так, що відповідна дія буде:
{\displaystyle S_{int}=-\int qA_{i}dx^{i}.}
(Член {\displaystyle L_{s}} — звичайна густина лагранжіану швидкої — в загальному випадку — частинки; явно її можна не виписувати, оскільки для класичної теорії вона не потрібна, так як для неї потрібен лагранжіан такої частинки, виписаний як завжди — див. вище — а не його густина).
Тут c — швидкість світла, {\displaystyle F^{ik}} — тензор електромагнітного поля (в лагранжіан входить його згортка — квадрат), {\displaystyle A_{i}} — 4-потенціал, {\displaystyle j^{i}} — чотиривимірна густина струму, {\displaystyle dx^{i}} — 4-переміщення; мається на увазі нотація Ейнштейна сумування по повторюваному індексу.
Варіюванням по {\displaystyle A_{i}} легко отримуються рівняння Максвела в чотиривимірній формі:
{\displaystyle \partial _{i}F^{ik}=\varkappa j^{k}},
а варіюванням по {\displaystyle x^{i}} — рівняння руху для частинки:
{\displaystyle dp_{i}/d\tau =qF_{ik}u^{k},\ }
де {\displaystyle p_{i}=mu_{i}} — 4-імпульс, {\displaystyle u^{k}} — 4-швидкість.

## Лагранжіан квантової теорії поля
Лагранжіан квантової теорії поля в принципі збігається з класичним, за винятком випадків, коли для деякої частини польових змінних важко ввести класичні аналоги або їх коректно інтерпретувати; хоча, і тоді зазвичай можна, хоча б чисто формально, отримати те, що називається класичним рівнянням руху, використавши замість тієї або іншої процедури квантування поля з даним лагранжіаном наближення стаціонарної фази (стаціонарної дії) — тобто знайшовши класичне наближення опису системи.
Таким чином, лагранжіани, виписані нижче, не є у визначеному сенсі специфічними тільки для квантової теорії відповідних полів; тим не менше вони в квантовій теорії поля використовуються, будучи в деякому відношенні її основою.

### Лагранжіанквантової електродинаміки
Густина лагранжіану для КЕД
{\displaystyle {\mathcal {L}}={\bar {\psi }}(i\!\not \!\!\!\,D-m)\psi -{1 \over 4}F_{\mu \nu }F^{\mu \nu }}
де ψ — біспінор, {\displaystyle {\bar {\psi }}=\psi ^{\dagger }\gamma ^{0}} — його діраковське спряження, {\displaystyle \!F^{\mu \nu }} — 4-тензор електромагнітного поля, D — калібрувальна коваріантна похідна, і {\displaystyle \not \!\!\!\,D} — позначення Фейнмана для {\displaystyle \!\gamma ^{\sigma }D_{\sigma }}.

### Лагранжіан Дірака
Густина лагранжіану для діраковського поля
{\displaystyle {\mathcal {L}}={\bar {\psi }}(i\!\not \!\!\!\;\partial -m)\psi }.

### Лагранжіан квантової хромодинаміки
Густина лагранжіану для квантової хромодинаміки  [Архівовано 9 липня 2011 у Wayback Machine.]
{\displaystyle {\mathcal {L}}=-{1 \over 4}F^{\alpha }{}_{\mu \nu }F_{\alpha }{}^{\mu \nu }-\sum _{n}{\bar {\psi }}_{n}(\not \!\!\!\,D_{\mu }+m_{n})\psi _{n}}
де {\displaystyle \!D_{\mu }} — калібрувальна коваріантна похідна КХД, и {\displaystyle \!F^{\alpha }{}_{\mu \nu }} — тензор напруженості глюонного поля.